# TU Geminorum
TU Geminorum (TU Gem / HD 42272 / SAO 78066 / GC 7854) es una estrella variable en la constelación de Géminis. Se encuentra a una imprecisa distancia de 1680 años luz del sistema solar.
TU Geminorum es una estrella de carbono de tipo espectral C6 II o C-N5, en donde, al contrario que en el Sol, la abundancia de carbono es mayor que la de oxígeno.
En el caso de TU Geminorum la relación C/O es de 1,12.
Considerada una variable semirregular SRB, su brillo varía entre magnitud aparente +6,25 y +8,65 en un período de 230 días. Utilizando la técnica de ocultaciones lunares se ha determinado su diámetro angular. Ello ha permitido conocer su radio, unas 250 veces mayor que el radio solar, y su temperatura superficial, 3160 K, este último valor obtenido cuando la estrella estaba en la fase de menor tamaño y por tanto estaba más caliente.
Al igual que otras estrellas similares, pierde masa estelar, a un ritmo de 4,4 × 10 -7 masas solares por año. 
Su luminosidad es 5700 veces superior a la luminosidad solar.
La existencia de una posible estrella acompañante, que pudiera ser una enana blanca, no ha sido confirmada.